# Giuseppe Piacentini
Giuseppe Piacentini (Collevecchio, 24 giugno 1803 – Roma, 23 giugno 1877) è stato un avvocato e politico italiano.

## Nomina
Piacentini sarebbe diventato senatore perché «un suo parere circa la natura apostolica del palazzo del Quirinale si era rivelato determinante per consentirne l’acquisizione da parte dello Stato» dopo la breccia di porta Pia.